# Meutara
Meutara is een bestuurslaag in het regentschap Aceh Jaya van de provincie Atjeh, Indonesië. Meutara telt 430 inwoners (volkstelling 2010).